# 中国医学科学院放射医学研究所
中国医学科学院放射医学研究所是中华人民共和国的一所放射医学研究机构，隶属于中国医学科学院北京协和医学院，位于天津市。